# Summer Pockets
『Summer Pockets』（サマーポケッツ）は、2018年6月29日にKeyより発売された13作目の恋愛アドベンチャーゲーム。略称は「サマポケ」。

## 概要
前作の『Harmonia』から約2年ぶりの新作で、フルプライスの作品では『Angel Beats! -1st beat-』から約3年ぶりとなる。
題名の『Summer Pockets』は、少年時代の大切な思い出を大事にしまうためのポケットを「夏の小さな宝箱」に例えたものである。
瀬戸内海にある架空の離島である鳥白島（とりしろじま）を舞台としており、直島、男木島、女木島が島のモチーフとされている。
2016年12月8日に制作が発表され、ティザーサイトが公開された。2017年12月27日に公式サイトが公開され、Windows版が2018年6月29日発売予定であることが告知された。
その後、2018年12月17日にiOS版が、同年12月19日にAndroid版がそれぞれ配信された。
また2018年12月28日、Nintendo Switchへの移植版の発売が告知され、2019年6月20日に発売された。なお、key製のゲームソフトとしては初の任天堂製ハード進出作であり、PlayStation系ハードでは販売されなかったのも初となる。
2020年2月6日にSteam版が発売された。ただし、日本語インターフェイス、日本語字幕は用意されていない。
2020年6月26日にはアッパーバージョンとなる『Summer Pockets REFLECTION BLUE』が発売。Android版では同年8月20日に、iOS版では2021年4月27日にアップデート配信され、Nintendo Switch版は同年7月1日に発売。PlayStation 4版は2022年7月1日に発売。Steam版は2025年6月27日に発売。なお、こちらは日本語インターフェイス、日本語字幕は用意されている。
2025年4月よりテレビアニメがTOKYO MXほかにて放送中。

## あらすじ
夏休み、主人公の鷹原羽依里は亡き祖母の遺品整理のために訪れた鳥白島で、叔母の岬鏡子と二人で遺品を整理する傍ら、島で出会った新しい仲間との島の生活を楽しみ、夏休みが終わるのを惜しく思うようになっていく。
エンディング
エンディングは全6ルートで、ヒロイン4人をクリアした後にさらに2つのエンディングである「ALKA」と「Pocket」が順番に現れる。クリアしたルートのヒロインはタイトル画面から消えるため、どのルートをクリアしたかが判別できるようになっている。
通常のヒロインルートをすべてクリアすると、タイトル画面はヒロインだけが居ない草原の風景になる。ここでGRANDルート「ALKA」を選べるようになる反面、通常のストーリーをここからは開始できなくなる。「ALKA」をクリアすると、タイトル画面はそれまでの草原から大きな海の風景に変わり、BGMではなく波の音が常時鳴るようになる。ここから「ALKA」のラストから続くストーリー「Pocket」を開始できる。ここでも、やはり通常ストーリーは開始できない。このルートをクリアすると、タイトル画面は初めて本作を開始した時と同様のものに戻り、通常ストーリーのほかに「ALKA」と「Pocket」をいつでもプレイできるようになる。
『REFLECTION BLUE』は全10ルートで、個別ルートが追加されたうみもタイトル画面にいるのだが、7人のヒロインの内、4人をクリアするとタイトル画面から消えてしまい、「Pocket」クリアまで個別ルートに入れなくなる。この仕様上、うみの個別ルートは「ALKA」及び「Pocket」の攻略には影響しない。

## 登場人物
出典：
担当声優は特記が無い場合、ゲーム版 / テレビアニメ版の順に記載。1人しか記載がない場合は同一のものとする。

### メインキャラクター
鷹原 羽依里（たかはら はいり）
声 - 千葉翔也（『REFLECTION BLUE』パートボイス・テレビアニメ版）
身長：172cm / 体重：60kg / 誕生日：5月21日 / 17歳 / 原画：Na-Ga
本作の主人公。
高校では水泳に打ち込んでいたが、ある事情により水泳から離れている。それが素行の悪さにつながり、通っていた男子校での居場所を失う。そんな時、叔母である岬鏡子から祖母の遺品整理の手伝いに誘われ、鳥白島を訪れる。性格はマイペースで、つかみ所がない。何かしらの理由で自分を戒める際は自分の名前を叫ぶ。
通っていた学校が男子校のため、女の子に対してあまり免疫がない。その反面、どうすればモテるかなどの研究を、同級生たちと熱く語っていたりした。魚などに好かれる匂いを持つらしく、釣りをすると簡単に釣れる。また、ある程度の霊感の持ち主。
鳴瀬 しろは（なるせ しろは）
声 - 小原好美
身長：155cm / 体重：39kg / スリーサイズ：B81/W56/H83 / 趣味：料理 / 好物：スイカバー / 誕生日：6月8日 / 17歳 / 原画：Na-Ga
テーマBGM：『White Loneliness』『White with You』
本作のメインヒロイン。
謎めいた少女で、唯一の肉親である祖父以外の人物に心を開けずにいる。人見知りであり、彼女が親しくしているのは肉親である祖父ぐらいしかいないため、島内では孤立している。しかしながら、同年代の少年たちの性格や好みなどは把握しているらしい。根は優しい人物ながら一人でいた時間が長かったこともあり人との付き合い方がわからず、時には人のことを考えない言葉を発してしまう。昔、島でとある事故が起き、偶然その場に居合わせてしまったため、周りからは疫病神と思われている。
鳴瀬の一族に伝わる予知能力を持っており、それにより身近な人の不幸な未来を見てしまうという能力を持っている。そのため周りの人たちから距離を置いている。
空門 蒼（そらかど あお）
声 - 高森奈津美
身長：160cm / 体重：46kg / スリーサイズ：B85/W59/H86 / 趣味：昼寝 / 好物：かき氷（ブルーハワイ） / 誕生日：9月20日 / 16歳 / 原画：和泉つばす
テーマBGM：『Other side Blue』
ヒロインの一人。
山の祭事を担う空門家の巫女で、巫女の役割の祭事にある強い決意をもって臨んでいる。男女分け隔てなく友達感覚で接してくる性格で、バイト先の駄菓子屋では「師匠」と呼ばれ子供たちに慕われている。恋愛に関しては意識していないように見えて実は耳年増で、結構なむっつりスケベ。ちょっとした一言を頭の中で性的なものに置き換えては勝手に照れることが多々あり、周りからはピンク脳などと言われている。また、押しに弱く頼まれると断れないため、ちょろいとも言われている。人語を理解する狐のような動物・イナリとよく一緒にいる。隙あらば、どこでも寝ている。
意識不明の双子の姉・藍を助けるため、「七影蝶」と呼ばれる人の記憶が転じた存在に触れ、その記憶を読み取ることで藍の記憶を探し出し、意識を取り戻そうとしていた。どこでも寝てしまうのは、他人の記憶を読み取ったことによる負荷である。様々な記憶を読み取っているために知識が豊富で学業面は優秀であるが、同時に耳年増の原因にもなっている。
久島 鴎（くしま かもめ）
声 - 嶺内ともみ / 稗田寧々
身長：158cm / 体重：43kg / スリーサイズ：B86/W55/H85 / 趣味：ボトルシップ / 好物：三角形の秘密を持ったお菓子（ポリンキー） / 誕生日：4月4日 / 17歳 / 原画：Na-Ga
テーマBGM：『Adventure for Black』
ヒロインの一人。
羽依里が島で出会った少女で、この夏の時期だけ滞在するために本土から鳥白島に来た。常に大きなスーツケースを引いているが、中身については秘密にしている。羽依里と出会った際にはスーツケースに乗り、押して運ぶように頼むこともある。いわゆるお嬢様なのだが、冒険に憧れるなど割とアクティブ。
幼い頃に島に隠した宝を探している。
紬 ヴェンダース（つむぎ ヴェンダース）
声 - 岩井映美里
身長：152cm / 体重：38kg / スリーサイズ：B78/W56/H80 / 趣味：ぬいぐるみ集め / 好物：わたあめ / 誕生日：8月31日 / 16歳 / 原画：永山ゆうのん
テーマBGM：『Golden Hours』
ヒロインの一人。
やりたいこと探しを目的に鳥白島へ来た少女。ドイツ人とのハーフで、古い異国の歌を口ずさむことが多い。また、ビーチコーミングが趣味。鳥白島の灯台の近くに現れる、真面目で素直な子。「古典や規則は、長年かけて合理的になるように研磨されてきた」と考えて、現代に合わない規則でもちゃんと守ろうとしている。しかし、他人にはゆるく、その考え方を強制することはない。その規則に則り基本的には制服を着ていることが多いが、他のキャラと異なり夏用のセーターを着用している。「むぎゅ」が口癖。学校や島で見かけることが少ないため、周りからはレアと言われている。
野村 美希（のむら みき）
声 - 一宮朔
身長：148cm / 体重：38kg / スリーサイズ：B80/W55/H80 / 趣味：長距離狙撃 / 好物：おにぎり / 誕生日：2月2日 / 16歳 / 原画：ふむゆん
テーマBGM：『Splash Green』
島で一人暮らしをしている少女。鳥白島少年団の治安維持執行部の一人。規律にのっとって常に制服を着用している。カスタマイズした水鉄砲「ハイドログラディエイター改」を片手に島の治安を守っている。また、島にある放送塔も治安維持に利用している。少年団に所属する蒼達同年代のメンバーからはフルネームを略した「のみき」の愛称で呼ばれている。ワニを模した髪飾りをつけており、ハイドログラディエイター改もワニをモチーフにデザインされている。
『REFLECTION BLUE』ではヒロインに昇格し、個別ルートが追加された。
水織 静久（みずおり しずく）
声 - 小山さほみ
身長：164cm / 体重：54kg / スリーサイズ：B98/W64/H88 / 趣味：おっぱい / 好物：ザクロ / 誕生日：4月29日 / 18歳 / 原画：永山ゆうのん
テーマBGM：『Tender Purple』
本土にある学校の生徒会長。親友の紬と会うために本土から島に通っている。性的な話題に免疫がなく、すぐに赤面してしまう。一方でおっぱいに対する執着心が強く、自身をおっぱいと呼んでくれてもいいと言う。虫が大の苦手。
『REFLECTION BLUE』ではヒロインに昇格し、個別ルートが追加された。羽依里と会った際には「満月を喰らいし乳房」と名乗る。
加藤 うみ（かとう うみ）
声 - 田中あいみ
身長：130cm / 体重：29kg / 趣味：チャーハン / 好物：チャーハン / 誕生日：9月1日 / 12歳 / 原画：Na-Ga
テーマBGM：『Twinkle of Alcor』『Piece of Clear』『Twinkle of Aster』
羽依里と同様に加藤家に居候している少女。親戚の一人で、しっかりした性格で羽依里の世話を焼く。元は都会に住んでおり、夏休みを利用して一人で憧れの田舎である鳥白島に来た。得意料理はチャーハンであり、毎朝港でもらってきた食材を使ってチャーハンを作る。
名前は漢字で「羽未」と書くが、作中ではほとんど「うみ」と表記される。また、名字の「加藤」は作中で名乗る場面がない。

『REFLECTION BLUE』では個別ルートが追加された。
神山 識（かみやま しき）
声 - ファイルーズあい（ゲーム版）
身長：144cm / 体重：36kg / スリーサイズ：B73/W54/H74 / 趣味：一人旅 / 好物：おむすび / 誕生日：7月4日 / 14歳 / 原画：ふむゆん
テーマBGM：『Run Red Run』『夏の紫苑』
『REFLECTION BLUE』での追加ヒロイン。
鳥白島に鬼の伝承を求めてやってきた、鬼を自称する着物の少女。一人称は僕で、男っぽい喋り方をする。サバイバル能力に長けているはずだが、よく腹を空かせて行き倒れている。50m走を6秒台で走る足の持ち主。おむすびに対するこだわりが強く、おにぎりとは違うものと考えている。
七海（ななみ）
声 - 花澤香菜
身長：150cm / 体重：37kg / スリーサイズ：B74/W55/H75 / 趣味：チャーハン / 好物：チャーハン
『Pocket』の主人公。しろはが両親を亡くしたばかりの頃に島に現れた、記憶喪失の少女。一人称は僕で、やや中性的な容姿をしている。海が苦手で船に乗ることができず、島から出られないため、鳴瀬家に居候している。
自分の名前の記憶もないが、「七つの海を越えてきた」という頭の中に浮かんだキーワードから、周りからは七海と呼ばれている。
本編の各所には「語り部」として、七海のモノローグが挿入されている。

### サブキャラクター
三谷 良一（みたに りょういち）
声 - 熊谷健太郎
身長：175cm / 体重：65kg / 趣味：脱衣 / 好物：メロンバー / 誕生日：2月9日 / 16歳 / 原画：Na-Ga
島に住む少年。服を着るのが好きではなく、どこでも脱ぎたがるため、美希から撃たれるのが日常茶飯事。一方で敏感肌のため、塩素に弱い。かつては今のような活発な性格ではなかったが、ある事をきっかけに脱ぐことを決意した。
山にある資材置き場を改造して秘密基地を作っている。漁師の息子であり、無免許だが船の運転はお手の物。妹がいるが、名前は不明。
加納 天善（かのう てんぜん）
声 - 浜田洋平
身長：178cm / 体重：69kg / 趣味：卓球 / 好物：わかめ / 誕生日：10月10日 / 16歳 / 原画：Na-Ga
島に住む少年。卓球馬鹿で、何かにつけて卓球に例えて話をする。良一と共に作った秘密基地の中で特訓を重ねている。しかし、初心者にも負けるなど、その腕前には疑問がある。
修理屋の息子で、自身も修理が可能。静久に惚れており、周囲にはそれを隠しているのだが、静久に対する態度から静久以外には周知の事実となっている。
岬 鏡子（みさき きょうこ）
声 - 高本めぐみ
身長：162cm / 体重：59kg / スリーサイズ：B82/W60/H86 / 趣味：考古学 / 好物：カップうどん / 誕生日：10月18日 / 原画：ふむゆん
羽依里の叔母。羽依里を遺品整理の名目で島へと招いた。古物蒐集が趣味で、遺品整理も積極的に行っている。古い文字などを訳すことができる。しろはの母・瞳とは友人。また、静久の母は先輩にあたる人らしい。料理に関しては非常に独創的で他人に出せるレベルではない。本人曰く「加藤の呪い」とのことで、姉(羽依里の母)はそれを克服したらしい。
旧姓は加藤であるが、結婚しているわけではなく、成人した際に実母の苗字へと変更をしている。
鳴瀬 小鳩（なるせ こばと）
声 - 白石稔
身長：185cm / 体重：96kg / 趣味：鳥白流古武術 / 好物：チャーハン / 誕生日：12月2日 / 77歳 / 原画：Na-Ga
しろはの祖父。比較的高齢ではあるが、年齢を感じさせない体格をしている。実際に運動能力もかなり高い。厳しい人物だが、不器用ながらしろはを大切に思っており、ぼっちである事を心配している。
四天王の称号は「玄武」。
空門 藍（そらかど あい）
声 - 高森奈津美
蒼の双子の姉。幼少の頃、夜の山に向かった蒼を捜す途中で崖から転落し、今なお意識不明で島の病院で入院している。 蒼のことが大好きなシスコンであり、それ故か良一や天善からは恐れられている。
テーマBGMは『Deep Blue Blue』
久島 鷺（くしま さぎ）
声 - 小若和郁那
鴎の母。鳥白島はずれの小島に別荘を所有しており、かつては鴎や夫と3人で訪れていた。
鳴瀬 瞳（なるせ ひとみ）
しろはの母。小鳩の娘。生前は夫婦で食堂を経営しており、料理担当の旦那に対して食品調達を担当とする。鏡子とは同い年で交流が深かった。
しろは同様に特殊な力を有していた。夫の死後、鏡子に未来の出来事を示唆した直後に行方を晦ます。
イナリ
声 - 鈴木このみ
原画：和泉つばす
青い狐のような姿をした謎の生物。蒼と行動を共にしていることが多い。「ポン」と鳴くほか、人間の言語を理解している様子をみせる。メスだが、同族のオスより人間の女の子のほうが好きらしい。

## スタッフ
- 原案 - 麻枝准[21]
- 原画 - Na-Ga・和泉つばす・永山ゆうのん（メイン）[21]、ふむゆん（サブ）[21]
- SDイラスト - えんぎよし[21]
- シナリオ - 新島夕、魁、ハサマ[21]
- 音楽 - 折戸伸治、麻枝准、どんまる、竹下智博、水月陵[21]
- ディレクター - 魁
- エグゼクティブプロデューサー - 馬場隆博
- プロデューサー - 丘野塔也

## 音楽
作中で使用された音楽は、2018年9月26日に発売された3枚組のアルバム「Summer Pockets Original SoundTrack」にて収録されている。

### 主題歌
アルカテイル
鈴木このみによるオープニングテーマ。作詞は魁、作曲は折戸伸治、編曲は中山真斗。
『REFLECTION BLUE』Pockets ルートED時には、「Summer Pocketsメインテーマ」表記。
テレビアニメ「Summer Pockets」オープニングテーマ。
アスタロア
鈴木このみによる『REFLECTION BLUE』オープニングテーマ。作詞は魁、作曲は折戸伸治、編曲は塚越雄一朗。
Lasting Moment
鈴木このみによるエンディングテーマ。作詞は新島夕、作曲・編曲はどんまる。
テレビアニメ「Summer Pockets」エンディングテーマ。
青き此方
YURiKAによる神山識編エンディングテーマ。作詞は魁、作曲・編曲はどんまる。
羽のゆりかご
水谷瑠奈（NanosizeMir）によるALKA編のエンディングテーマ。作詞は新島夕、作曲は折戸伸治、編曲は塚越雄一朗。
ポケットをふくらませて
rionosによるグランドエンディングテーマ。作詞・作曲は麻枝准、編曲はbermei.inazawa。
ポケットをふくらませて 〜Sea, You Again〜
rionosによるグランドエンディングテーマ。Nintendo Switch版で追加された楽曲であり、PC版の「ポケットをふくらませて」から歌詞が一部変更されている。
『REFLECTION BLUE』でもこちらがエンディングテーマに起用されている

### 挿入歌
紬の夏休み
紬ヴェンダース役の岩井映美里が歌う挿入歌。作詞はハサマ、作曲は折戸伸治、編曲は水月陵。
ドイツ民謡「小鳥の結婚式」にコミカルな歌詞をつけた内容となっている。
夜奏花
YURiKAによる挿入歌。作詞は魁、作曲・編曲は竹下智博。
しろはの子守歌
鳴瀬しろは役の小原好美が歌う挿入歌。編曲はどんまる。
サウンドトラックには収録されていないが、2020年4月30日より「アスタロア」と共にダウンロード販売がされている。
夏の砂時計
水谷瑠奈（NanosizeMir）による挿入歌。作詞は魁、作曲・編曲は水月陵。
夏に君を待ちながら
鳴瀬しろは役の小原好美が歌うキャラクターソング。作詞は新島夕、作曲・編曲は水月陵。BGM『White Loneliness』のアレンジ。
無印ではゲーム内では未使用だったが、『REFLECTION BLUE』にてしろはルート中で挿入歌として使用された。
比翼の蝶たち
空門蒼役の高森奈津美によるキャラクターソング。作詞は魁、作曲は折戸伸治、編曲は塚越雄一朗（NanosizeMir）。BGM『Other side Blue』のアレンジ。
無印ではゲーム内では未使用だったが、『REFLECTION BLUE』にて蒼ルート中で挿入歌として使用された。
Departure!
久島鴎役の嶺内ともみが歌うキャラクターソング。作詞は新島夕、作曲は折戸伸治、編曲は森藤晶司、コーラスはyukina。BGM『Adventure for Black』のアレンジ。
無印ではゲーム内では未使用だったが、『REFLECTION BLUE』にて鴎ルート中で挿入歌として使用された。
with
久島鴎役の嶺内ともみが歌うキャラクターソング。作詞は新島夕、作曲はどんまる、編曲は森藤晶司、コーラスは水谷瑠奈（NanosizeMir）。
ゲーム内では鴎が鼻歌などで歌っている。キャラクターソングCDに収録されているフルバージョンは無印では未使用だったが、『REFLECTION BLUE』にて鴎ルート中で挿入歌として使用された。

## 開発
本作に参加したシナリオライターの一人である魁は、『電撃G's magazine』のインタビューの中で、2015年に本作の企画が動き出したと話している。
『Angel Beats! -1st beat-』制作当時は、当時Keyに所属していた都乃河勇人が主導する企画と、Key15周年記念作品『Harmonia』の制作も同時に行われていたが、3つに企画を同時に動かすのは難しいとの判断から都乃河の企画が先送りされ、のちに都乃河本人もKeyを退社した。その後、『Angel Beats! -1st beat-』が発売され、『Harmonia』も完成したことにより、『Angel Beats! -1st beat-』に続く予定に空白ができ、『Angel Beats!』シリーズとは異なる新作を作る必要性が出てきた。
「麻枝が築き上げた『楽しい日常と、泣ける物語』というコンセプトだけはそのままに、既存のKey作品のイメージにとらわれず自由な企画を」という趣旨のもと社内コンペが開かれ、面白味のある様々な企画が多数寄せられたが、Keyの作品としてはパンチ力に欠けると判断され、採用には至らなかった。
その際に、麻枝は自分の温めていた企画について話したところ、この企画が本作の骨子として採用された。本作の世界設定、ストーリーの軸と結末は麻枝が担当し、それを基に魁と新島が詳細な設定を構築していった。
本作の舞台設定は、夏の海辺の田舎町という点では『AIR』と共通するものの、魁は『AIR』というよりは『ぼくのなつやすみ』に近いと考えており、ノスタルジックな遊びの風景の中にKeyならではの日常を織り込むと同時に、ヒロイン同士の横のつながりや魅力的な男性キャラクターを描くことで『AIR』との差別化が図られた。

### スタッフィング
社内コンペ後も、麻枝を交えた企画会議は進められたものの、麻枝が体調不良により入院したためシナリオライターを増やす必要があり、新島夕とハサマが急遽参加することとなった。
新島夕はビジュアルアーツ傘下のSAGA PLANETSに在籍していたシナリオライターで、ビジュアルアーツの代表取締役である馬場隆博が以前からKey作品への参加を熱望していた人物であり、偶然タイミングが合ったため依頼に至った。ハサマは、コンシューマー版『クドわふたー』のシナリオに参加していた実績からオファーを受けた。
原案者である麻枝は、自分がシナリオを書くと焼き直しになってしまうという懸念からシナリオの執筆はせず、原案および音楽という形で携わっている。
キャラクターデザインはNa-Ga、和泉つばす、永山ゆうのんが担当した。このうち、永山ゆうのんは『Angel Beats! -1st beat-』に参加した実績と、Na-Gaの絵との親和性の高さから起用され、和泉つばすは『Angel Beats!』でゆりを演じた櫻井浩美の紹介で起用された。

## 反響

### 受賞
本作は、Getchu.com主催の美少女ゲーム大賞2018の総合部門とシナリオ部門の1位にランクインしたほか、システム部門においても7位にランクインした。また、萌えゲーアワード2018の大賞とユーザー支持賞を受賞した。

## Webラジオ
2018年2月27日より馬場隆博をパーソナリティとした『サマポケききこみラジオ』がYouTubeにて配信されている。
2020年4月3日から5月25日まで音泉でサマポケラジオ『Summer Pockets Radio〜鳴瀬家の食卓〜』を配信していた。パーソナリティは、鳴瀬しろは役の小原好美と、鳴瀬小鳩役の白石稔。
2025年4月7日からは『Summer Pockets 離島応援ラジオ』が音泉にて配信中。パーソナリティは、鷹原羽依里役の千葉翔也、久島鴎役の稗田寧々、加藤うみ役の田中あいみ。

## 漫画
Summer Pockets むぎゅでいず〜紬の島さんぽ〜
紬 ヴェンダースを主人公としたスピンオフ漫画として2025年2月28日より電撃萌王・カドコミ・ニコニコ漫画にて連載。原作はKey、作画は永山ゆうのん。
Summer Pocketsーなつのたからものー
2025年3月に開催されたAnimeJapan 2025にて発表された。となりのヤングジャンプにて2025年5月30日より連載。原作はKey、作画はwogura。

## テレビアニメ
2021年12月にアニメ化企画が進行中であることが発表された。2025年4月よりTOKYO MXほかにて連続2クールで放送中。また、同年8月15日には劇場編集版が公開予定。2024年9月15日に「TVアニメーション Summer Pockets Prologue Party」が、TFTホール1000にて開催され、YouTubeで無料生配信された。

### スタッフ（テレビアニメ）
- 原作 - Key/VISUAL ARTS[41]
- 原案 - 麻枝准[13]
- 原作シナリオ - 新島夕、魁、ハサマ[13]
- 原作プロデューサー - 丘野塔也[13]
- 監督 - 小林智樹[13]
- シリーズ構成 - 大知慶一郎[13]
- キャラクターデザイン原案 - Na-Ga、和泉つばす、永山ゆうのん、ふむゆん[13]
- キャラクターデザイン - 大塚舞[13]
- プロップデザイン - 森木靖泰、立田眞一、枡田邦彰
- メインアニメーター - 枡田邦彰、佐藤元昭、清水慶太、栁川沙樹
- 美術監督 - 吉原俊一郎[13]
- 美術設定 - 青木薫[13]
- 色彩設計 - 田川沙里[13]
- 3D監督 - 小川耕平[13]
- 撮影監督 - 難波史[13]
- 編集 - 丸山流美[13]
- 音響監督 - 納谷僚介[13]
- 音響効果 - 中島勝大
- 音響制作 - スタジオマウス
- 音楽 - 折戸伸治、麻枝准、どんまる、竹下智博、水月陵 、大橋柊平[13]
- 音楽プロデューサー - 折戸伸治
- プロデューサー - 中島直人[13]、丘野塔也、青井宏之、神田亮太、植木達也、綾野佳菜子、黒田健史、大和田智之、駒形匠
- アニメーションプロデューサー - 瀧ヶ崎誠[13]
- アニメーション制作 - feel.[13]
- 製作 - 鳥白島観光協会[41]

### 音楽（テレビアニメ）

#### 主題歌（テレビアニメ）
「アルカテイル」
鈴木このみによるオープニングテーマ。第1話から第17話で使用。作詞は魁、作曲は折戸伸治、編曲は中山真斗。
「Lasting Moment」
鈴木このみによるエンディングテーマ。第1話から第17話で使用。作詞は新島夕、作曲・編曲はどんまる。
「フィニステラー」
鈴木このみによるオープニングテーマ。第18話より使用。作詞は魁、作曲・編曲は折戸伸治と水月陵。
「魔法の絵日記」
鳴瀬しろは（小原好美）と加藤うみ（田中あいみ）によるエンディングテーマ。第18話より使用。作詞は魁、作曲はどんまる、編曲は天休ひさし。

#### 挿入歌（テレビアニメ）
「夏の砂時計」
水谷瑠奈による第10話挿入歌。作詞は魁、作曲・編曲は水月陵。
「紬の夏休み」
紬ヴェンダース（岩井映美里）による第10話挿入歌。作詞はハサマ、作曲はハサマと折戸伸治、編曲はハサマと折戸伸治と水月陵。
「比翼の蝶たち」
空門蒼（高森奈津美）による第12話挿入歌。作詞は魁、作曲は折戸伸治、編曲は塚越雄一朗。
「夏に君を待ちながら」
鳴瀬しろは（小原好美）による第17話挿入歌。作詞は新島夕、作曲・編曲は水月陵。

### 各話リスト
| 話数   | サブタイトル       | 脚本           | 絵コンテ        | 演出                              | 作画監督 | 総作画監督                        | 初放送日      |
| ------ | ------------------ | -------------- | --------------- | --------------------------------- | --- | --------------------------------- | ------------- |
| 第1話  | 鳥白島へようこそ   | 大知慶一郎     | 小林智樹        | 吉澤太智                          | 大塚舞 | -                                 | 2025年 4月7日 |
| 第2話  | 夏休みの過ごし方   | 大知慶一郎     | 大原実          | ふじいたかふみ                    | 枡田邦彰 清水慶太 谷川亮介 佐藤元昭                                                                                           | 栁川沙樹 辻上彩華 大塚舞          | 4月14日       |
| 第3話  | 海賊船と少女       | 大知慶一郎     | 室谷靖 小林智樹 | 莫梓航                            | 劉雲留 佐藤元昭 枡田邦彰 黒川あゆみ 西田美弥子 大塚舞                                                                         | 大塚舞                            | 4月21日       |
| 第4話  | ひと夏の宝物       | 大知慶一郎     | 平峯義大        | 今井翔太                          | 北村友幸 川島尚 劉雲留 楊列駿 西田美弥子 黒川あゆみ 枡田邦彰                                                                  | 大塚舞                            | 4月28日       |
| 第5話  | ひげ猫団の冒険     | 大知慶一郎     | 吉田英俊        | 立田眞一 Yuri Pinzon Elijah Ragas | 枡田邦彰 清水慶太 谷川亮介 佐藤元昭 Lance Fonacier Rhea Jacintos Cyrell Mamar Manuel Tayo                                     | 栁川沙樹 辻上彩華                 | 5月5日        |
| 第6話  | 七つの海を超えて   | 大知慶一郎     | 清水聡          | 吉澤太智                          | 黒川あゆみ 北村友幸 楊列駿 熊谷勝弘 劉雲留                                                                                    | 大塚舞                            | 5月12日       |
| 第7話  | 灯台と歌と少女     | 山田靖智       | Royden島津      | 莫梓航                            | 楊列駿 川島尚 前田義宏 西田美弥子 顾金秋 趙玲                                                                                 | 川村幸祐                          | 5月19日       |
| 第8話  | やりたいこと探し   | 山田靖智       | 清水聡          | 立田眞一 Yuri Pinzon Elijah Ragas | 枡田邦彰 清水慶太 谷川亮介 佐藤元昭 Lance Fonacier Rhea Jacintos Cyrell Mamar Manuel Tayo                                     | 栁川沙樹                          | 5月26日       |
| 第9話  | 紬とツムギ         | 山田靖智       | 今井翔太        | 今井翔太                          | 前田義宏 川島尚 楊列駿 黒川あゆみ 成松義人 北村友幸                                                                           | 大塚舞                            | 6月2日        |
| 第10話 | 一生分の夏休み     | 山田靖智       | 小林智樹        | 吉澤太智                          | 金井裕子 枡田邦彰 北村友幸 西田美弥子 楊列駿 成松義人 黒川あゆみ 姚远 李文静 陈佳慧                                           | 大塚舞                            | 6月9日        |
| 第11話 | 夏の蝶と夜の少女   | 魁             | 清水聡          | 立田眞一 Yuri Pinzon Elijah Ragas | 枡田邦彰 清水慶太 谷川亮介 佐藤元昭 Yuri Pinzon Lance Fonacier Cyrell Mamar Manuel Tayo                                       | 川村幸祐 栁川沙樹 辻上彩華        | 6月16日       |
| 第12話 | 空門の巫女         | 魁             | 清水聡          | 莫梓航 吉澤太智 立田眞一 今井翔太 | 徳田賢朗 黒川あゆみ 前田義宏 西田美弥子 楊列駿 成松義人 川島尚 葉增堯                                                         | 大塚舞 川村幸祐                   | 6月23日       |
| 第13話 | 比翼の蝶たち       | 魁             | かおり          | 莫梓航                            | 枡田邦彰 金井裕子 田頭沙織 清水慶太 川島尚 黒川あゆみ 前田義宏 楊列駿 陳泊遠 佐藤元昭 ふたふさ 範軒然 山内亜紀 STUDIO MASSKET | 大塚舞 川村幸祐                   | 6月30日       |
| 第14話 | 夜明けの記憶       | 魁             | 川口敬一郎      | 立田眞一 Yuri Pinzon Elijah Ragas | 枡田邦彰 清水慶太 谷川亮介 佐藤元昭 Lance Fonacier Cyrell Mamar Manuel Tayo Ria Caluya Jeorgie Balance                        | 栁川沙樹                          | 7月7日        |
| 第15話 | 夏休みを忘れた少女 | あおしまたかし | 今井翔太        | 今井翔太                          | 田頭沙織 片桐七星 川島尚 黒川あゆみ 徳田賢朗 西田美弥子 楊列駿 北村友幸 百代                                                  | 大塚舞 川村幸祐                   | 7月14日       |
| 第16話 | デートじゃないし   | あおしまたかし | 大原実          | ふじいたかふみ                    | 黒川あゆみ 徳田賢朗 佐藤元昭 西田美弥子 山本篤史 北村友幸 成松義人                                                            | 大塚舞 佐藤元昭                   | 7月21日       |
| 第17話 | 夏鳥の儀           | あおしまたかし | 吉田英俊        | 立田眞一 吉澤太智                 | 枡田邦彰 金井裕子 穂積彩夏 栁川沙樹 清水慶太 佐藤元昭 谷川亮介                                                                | 枡田邦彰 辻上彩華 栁川沙樹        | 7月28日       |
| 第18話 | 夏休みをもう一度   | 大知慶一郎     | 平峯義大        | 吉澤太智 小林智樹 嵯峨敏          | 川島尚 百代 黒川あゆみ ふたふさ 前田義宏 西田美弥子 清水慶太 姚遠 趙玲                                                        | 大塚舞 佐藤元昭 枡田邦彰 金井裕子 | 8月4日        |
| 第19話 | まほうのえにっき   | 山田靖智       | 大原実          | 莫梓航                            | 楊列駿 水原らくら 陳泊遠 山内亜紀 saitou 向書君                                                                               | 大塚舞                            | 8月11日       |
| 第20話 | 結婚               | あおしまたかし | 立田眞一        | 立田眞一 吉澤太智                 | 北村友幸 徳田賢朗 谷川亮介 佐藤元昭 百代 川島尚 清水慶太                                                                      | 大塚舞 枡田邦彰 金井裕子          | 8月18日       |

### 放送局
| 放送期間        | 放送時間                     | 放送局         | 対象地域       | 備考                                 |
| --------------- | ---------------------------- | -------------- | -------------- | ------------------------------------ |
| 2025年4月7日 -  | 月曜 23:30 - 火曜 0:00       | TOKYO MX       | 東京都         | 製作参加                             |
|                 |                              | BS11           | 日本全域       | 製作参加 / BS放送 / 『ANIME+』枠     |
| 2025年4月9日 -  | 水曜 2:00 - 2:30（火曜深夜） | 静岡放送       | 静岡県         | 『スーパーアニメ6区』枠              |
|                 | 水曜 3:30 - 4:00（火曜深夜） | 毎日放送       | 近畿広域圏     | 製作参加 / 『アニメ特区』第3部       |
| 2025年4月10日 - | 木曜 23:00 - 23:30           | AT-X           | 日本全域       | CS放送 / 字幕放送 / リピート放送あり |
| 2025年4月12日 - | 土曜 1:18 - 1:48（金曜深夜） | テレビせとうち | 岡山県・香川県 |                                      |

| 配信開始日   | 配信時間                   | 配信サイト |
| ------------ | -------------------------- | --- |
| 2025年4月8日 | 火曜 0:00（月曜深夜） 更新 | ABEMA dアニメストア DMM TV FOD Hulu J:COM STREAM Lemino milplus Amazon Prime Video TELASA U-NEXT YouTube （ Google Play ） アニメ放題 バンダイチャンネル |
|              | 火曜 12:00 更新            | HAPPY!動画 |
|              | 火曜 20:30 - 21:00         | ニコニコ生放送 |
|              | 火曜 21:00 更新            | ニコニコチャンネル |

### BD
| 巻 | 発売日             | 収録話         | 規格品番 |
| -- | ------------------ | -------------- | -------- |
| 上 | 2025年10月31日予定 | 第1話 - 第14話 | 未公表   |
| 下 | 2025年12月19日予定 | 未公表         | 未公表   |

## 劇場編集版
2025年6月に『劇場編集版「Summer Pockets」』の上映決定が発表され、同年8月15日から1週間ごとに「久島鴎 編」「紬ヴェンダース 編」「空門蒼 編」「鳴瀬しろは 編」の順で公開されている。内容はテレビアニメを再編集したものとなっている。

### スタッフ（劇場編集版）
- 原作 - Key/VISUAL ARTS[50]
- 監督 - 小林智樹[50]
- シリーズ構成 - 大知慶一郎[50]
- キャラクターデザイン - 大塚舞[50]
- アニメーション制作 - feel.[50]
- 配給 - ポニーキャニオン、小学館集英社プロダクション[50]
- 製作 - 鳥白島観光協会[50]

### 主題歌（劇場編集版）
「SUMMER ADVENTURE」
久島鴎（稗田寧々）による久島鴎編テーマ楽曲。作詞は新島夕、作曲・編曲は髙梨泰輔。
「midsummer carol」
紬ヴェンダース（岩井映美里）による紬ヴェンダース編テーマ楽曲。作詞はハサマ、作曲・編曲は大橋柊平。
「夢見鳥の恋」
空門蒼（高森奈津美）による空門蒼編テーマ楽曲。作詞は魁、作曲・編曲は大橋柊平。
「Luminous」
鳴瀬しろは（小原好美）による鳴瀬しろは編テーマ楽曲。作詞は新島夕、作曲・編曲は折戸伸治と水月陵。